# University City (Philadelphie)
Pour les articles homonymes, voir University City.

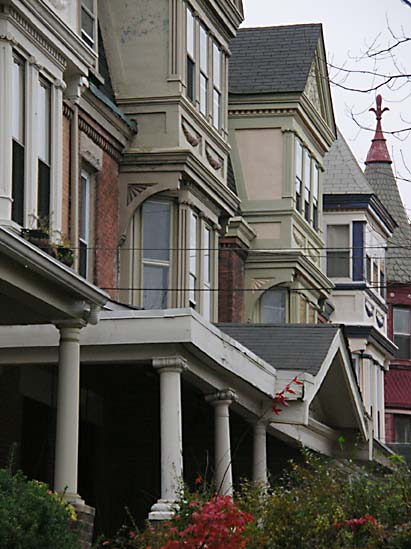
Maisons de Cedar Park

University City est un quartier du secteur de West Philadelphia, dans la ville de Philadelphie, aux États-Unis. Il tire son nom de la présence de nombreux établissements d'enseignement supérieur : université de Pennsylvanie, université Drexel, université des sciences de Philadelphie, Lincoln University Urban Center et The Restaurant School at Walnut Hill College. Il comprend également plusieurs institutions scientifiques telles que le Wistar Institute, le Philadelphia Center for the Health Care Sciences ou le Monell Chemical Senses Center.
Le quartier d'University City est bordé par la 29e Rue et la  rivière Schuylkill à l'est, par Spring Garden, Market Street, et Powelton Avenue au nord, par Civic Center Boulevard, University Avenue et Woodland Avenue au sud et par la 50e Rue à l'ouest. Ces limites sont définies par l'organisation à but non lucratif University City District. Elles incluent la plus grande partie du West Philadelphia Streetcar Suburb Historic District.
D'après le site web de l'University City District, les quartiers de Spruce Hill, Walnut Hill, Garden Court, Cedar Park, Squirrel Hill et Powelton Village font partie de University City.
Comme d'autres campus universitaires américains, la vie culturelle d'University City est dynamique : les centres de recherche, les théâtres, les salles de concert, les 21 musées et galeries d'art, les bibliothèques mais aussi les restaurants et les cafés en font un quartier animé de Philadelphie.

## Démographie
D'après le recensement de 2000, le quartier d'University City compte 46 490 habitants[réf. nécessaire]  dont 40 714 sont étudiants, soit 87,5 % du total : 
- 16 348 étudient à l'université Drexel
- 19 983 à l'université de Pennsylvanie
- 2 518 à l'USP
- 600 à la Lincoln University Urban Center
- 555 au Walnut Hill College.

La composition ethnique du quartier : 
- Blancs : 42 %
- Afro-américains : 39 %
- Asiatiques : 14 %
- Autres : 5 %

Seuls 17,7 % des habitants du quartiers sont propriétaires de leur logement.

## Culte

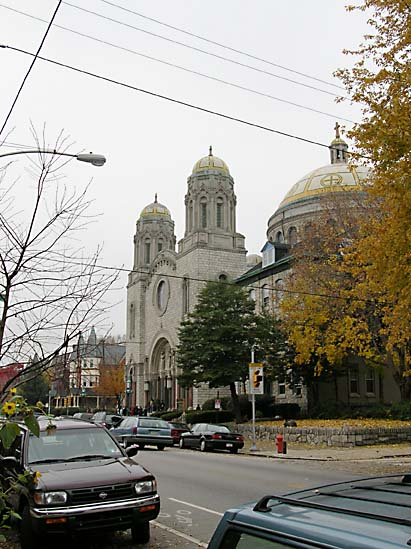
Vue de l'église Saint-François-de-Sales.

- Église catholique Saint-François-de-Sales (architecture néobyzantine): possède des grandes orgues comptant parmi les plus fameuses des États-Unis

## Lieux culturels

### Spectacles
- Annenberg Center
- Calvary Center for Community & Culture
- Curio Theatre Company
- Gwendolyn Bye Dance Center
- Harold Prince Theater (Annenberg Center)
- Iron Gate Theater
- Junction Dance Theatre
- Kumquat Dance Center (Community Education Center)
- Mandell Theater (Drexel University)t
- Meeting House Theater (Community Education Center)
- PhilaDanco!
- Philadelphia Boys Choir and Chorale
- The Rotunda - 4012 Walnut St
- Squirrel Hill Falls Amphitheater

### Radios étudiantes
- WXPN

### Parcs
- Barkan Park
- Cedar Park
- Clark Park

### Sports
- Class of 1923 Penn Ice Rink (patinoire)
- Franklin Field
- Saunders Park

## Transports
Le quartier est desservi par un réseau de transport public relativement dense :
- Un bus fait le tour du quartier (LUCY: The Loop Thru University City)
- La gare de la 30e rue (30th Street Station) permet d'accéder aux lignes de train Amtrak et aux trains de banlieue SEPTA. Elle est située à l'est du quartier.
- Il existe plusieurs stations de métro de la Market-Frankford Line :  30th Street, 34th Street, 40th Street.
- Le quartier est aussi desservi par la Subway Surface Line.
- Les bus de la SEPTA desservent également le quartier.